# Ischioloncha lineata
Ischioloncha lineata là một loài bọ cánh cứng trong họ Cerambycidae.